# Brethesiella longipes
Brethesiella longipes är en stekelart som först beskrevs av Blanchard 1940.  Brethesiella longipes ingår i släktet Brethesiella och familjen sköldlussteklar. Inga underarter finns listade.